# 生野鉱
生野鉱（いくのこう、 Ikunolite）は、1959年に発表された日本産新鉱物で、当時東京大学に在籍していた鉱物学者加藤昭により、兵庫県の生野鉱山から発見された。 化学組成はBi4(S,Se)3で、三方晶系。ライタカリ鉱 (Laitakarite) は、硫黄の代わりにセレンが卓越した種である。発見地の鉱山名から命名された。
発見者の加藤は、本鉱物研究の業績により1973年櫻井記念会から櫻井賞を受賞した。
類似種のホセ鉱（Joséite, Bi4(Te,S)3）は、テルルに富む生野鉱の可能性が高いとされており、存在が「疑問視（"Questionable"）」されている。